# Clásico FVCiclismo Corre Por la VIDA
Der Clásico FVCiclismo Corre Por la VIDA (ehemals Clásico Aniversario de la Federación Venezolana de Ciclismo, dt. Klassiker zum Jahrestag des venezolanischen Radsportverbandes) ist ein ehemaliges venezolanisches Straßenradrennen.
Der als Eintagesrennen veranstaltete Wettbewerb war neben dem Copa Federación Venezolana de Ciclismo eine von zwei Radsportveranstaltungen, die jährlich um den Jahrestag der Gründung des venezolanischen Radsportverbandes ausgetragen werden. 
In den Jahren 2007 und 2008 gehörte das Männerrennen in der UCI-Kategorie 1.2 zur UCI America Tour, bevor es 2009 aus dieser wieder gestrichen wurde. Von 2011 bis 2015 war das Männerrennen in derselben Kategorie wie zuvor wieder Teil der America Tour. Rekordsieger mit jeweils zwei Siegen sind die Venezolaner Ángel Pulgar und José Aguilar sowie der Kubaner Gil Cordovés, der das Rennen noch als Etappenrennen gewann.
Das Frauenrennen wurde ab 2008 mit Unterbrechungen in der Kategorie 1.2 veranstaltet.
2015 wurde das Rennen zum letzten Mal für Männer und 2016 für Frauen ausgerichtet.

## Siegerliste
| Männer - 2015 Miguel Ubeto - 2013/2014 Keine Austragung - 2012 Frederick Segura - 2011 Ángel Pulgar (2) - 2010 Artur García - 2009 Ángel Pulgar - 2008 José Aguilar (2) - 2007 José Aguilar - 2006 Gil Cordovés (2) - 2005 keine Austragung - 2004 Gil Cordovés | Frauen - 2016 Danielys García - 2015 Paola Muñoz - 2014 Zuralmy Coromoto Rivas Molina - 2013 keine Austragung - 2012 Zuralmy Coromoto Rivas Molina - 2011 Angie Sabrina González Garcia - 2009/2010 keine Austragung - 2008 Angie Sabrina González Garcia |